# Dja
Djafloden (eller Ngokofloden) er en flod der løber i den vestlige del af Centralafrika. Den er grænseflod mellem Cameroun og Republikken Congo (Congo Brazzaville). Floden er 720 kilometer lang.
Djafloden omslutter næstan helt Dja faunareservat, og har fungeret som en beskyttelse for regnskoven der. Floden munder ud i Sanghafloden, som i senere løber ud i den store Congofloden.